# フェルナンダ・メルチョール
フェルナンダ・メルチョール（Fernanda Melchor、1982年 - ）は、メキシコのベラクルス州出身の作家、ジャーナリスト。
『ハリケーンの季節』（原題：Temporada de huracanes）（2017年）が中でも有名。彼女は様々な賞を受賞しており、2020年にも国際ブッカー賞の最終候補にノミネートされている。

## 経歴・人物
1982年にメキシコのベラクルス州、ボカ・デル・リオで生まれる。
ベラクルス大学でジャーナリズムを専攻し、フランスのレンヌ政治学院で政治学の学位を修了。
プエブラ栄誉州立自治大学で美学芸術学科で修士号を取った。
現在では、ボカ・デル・リオにある母校のベラクルス大学でコーディネーターも務める。
『マイアミではない』（”Aquí no es Miami”）と『偽ノウサギ』（”Falsa liebre”）を2013年に同時に出版し、文学作家デビューする。
彼女の作品はデビュー前から2018年までに数多くのアンソロジーや雑誌に登場している。
2015年にはイギリスの文芸祭ヘイ・フェスティバルとメキシコの文化庁共同で編纂した、40歳以下のメキシコ作家20人によるアンソロジーのための作家としても選出される。
2017年に『ハリケーンの季節』（原題：Temporada de huracanes）を出版。彼女はこの小説で近年ラテンアメリカ地域全体で社会問題になっている、ジェンダーに基づく暴力の現実にフォーカスを当てている。この作品で彼女は2019年に国際的な文学賞をいくつか受賞。『ハリケーンの季節』では彼女はピリオドをなるべく使わない長文のスタイルをとっており、その中で巧みな言語を駆使して語りかけるような文章が特徴的である。 『ハリケーンの季節』は現在英語、フランス語、ドイツ語に翻訳されている。

## 作品

### 単著
- 2013年『偽ノウサギ』Falsa liebre　（Almadía, Oaxaca de Juárez, Oaxaca）
- 2013年『マイアミではない』 Aquí no es Miami（Universidad Autónoma de Nuevo León / Almadía, Oaxaca, México）
- 2017年『ハリケーンの季節（スペイン語版）』Temporada de huracanes (Ciudad de México)
  - 「ハリケーンの季節」宇野和美 訳 早川書房 2023
- 2021年『パラダイス（英語版）』Páradais

### 共著
- 2011年　”Antología lados B : narrativa de alto riesgo mujeres”　（Nitro Press, Ciudad de México, México）
- 2011年　”Breve colección de relato porno”（Tres perros / Shandy, Sonora, México）
- 2013年　”Pan de muerto”（ Ediciones de Educación y Cultura / Mantarraya Ediciones, México）
- 2015年　”Palabras mayores : nueva narrativa mexicana”(Malpaso Ediciones., Barcelona, España)
- 2016年　”Antología de letras, dramaturgía, guión cinematográfico y lenguas indígenas : generación 2015-2016" (Fondo Nacional para la Cultura y las Artes / Secretaría de Cultura, Ciudad de México)
- 2017年　”22 voces : narrativa mexicana joven volúmenes 01/02” (Libros Malaletra, Ciudad de México)
- 2017年　”Sólo cuento IX”　（Dirección de Literatura [UNAM], Ciudad de México）
- 2018年　”Tiembla”　（Almadía ,Oaxaca de Juárez, Oaxaca）

## 受賞した賞
- 2002年　メキシコ国家人権委員会主催エッセイコンテスト最優秀賞[13]
- 2007年　メキシコ国立自治大学主催第一回 バーチャル文学最優秀賞
- 2011年　ドロレース・ゲレーロ　全国クロニクル賞
- 2012年　ナショナルジャーナリズム賞[13]
- 2018年　ペンクラブ賞
- 2019年　ベルリン世界文化の家より国際文学賞[14]
- 2019年　アンナ・ゼーガース賞[15]